# Teenage Mutant Ninja Turtles & Other Strangeness
Teenage Mutant Ninja Turtles & Other Strangeness es un juego de rol creado por Erick Wujcik. Basado en la historieta Teenage Mutant Ninja Turtles, de Kevin Eastman y Peter Laird, fue publicado por primera vez en Estados Unidos en 1985.

## Historia
El juego fue licenciado antes de que la franquicia de las Tortugas se hiciera popular, publicado por primera vez por Palladium Books en 1985, y las historietas e ilustraciones originales fueron ofrecidas por Eastman y Laird. El sistema de reglas es el sistema Megaversal de Palladium. Una pequeña sección de las reglas, dando los fundamentos de la creación del personaje y una corta lista de opciones de animales, fue incluida en la segunda edición de Heroes Unlimited.

## Suplementos
- After The Bomb (1986)
- Road Hogs (1986)
- Teenage Mutant Ninja Turtles Adventures (1986)
- Teenage Mutant Ninja Turtles Guide to the Universe (1987)
- Mutants Down Under (1988)
- Transdimensional Teenage Mutant Ninja Turtles (1989)
- Truckin' Turtles (1989)
- Mutants of the Yucatan (1990)
- Turtles Go Hollywood (1990)
- Mutants in Avalon (1991)
- Mutants in Orbit (1994)